# Senátorský klub Starostové a nezávislí
Klub Starostové a nezávislí (předchozími názvy Klub US-DEU, Klub otevřené demokracie, Klub TOP 09 a Starostové a Klub Starostové a Ostravak) je osmnáctičlenný klub Senátu Parlamentu České republiky. V současné době je po Senátorském klubu ODS a TOP 09 druhým nejpočetnějším klubem v Senátu.

## Vedení klubu
- předseda – Jan Sobotka
  - 1. místopředseda – Zbyněk Linhart
  - 2. místopředseda – Jiří Vosecký

## Členové klubu ve vedení Senátu
1. místopředseda Senátu
- Jiří Drahoš (od 30. října 2024)

## Složení klubu
Složení senátorského klubu v 15. volebním období Senátu k srpnu 2025:
| Volební obvod           | Jméno senátora   | Politická příslušnost | Nominující strana | Volební strana                 | Zvolen v roce |
| ----------------------- | ---------------- | --------------------- | ----------------- | ------------------------------ | ------------- |
| 3 – Cheb                | Miroslav Plevný  | BEZPP                 | STAN              | STAN                           | 2020          |
| 6 – Louny               | Ivo Trešl        | STAN                  | STAN              | STAN                           | 2020          |
| 8 – Rokycany            | Miroslav Kroc    | BEZPP                 | STAN              | STAN                           | 2024          |
| 18 – Příbram            | Petr Štěpánek    | STAN                  | STAN              | STAN                           | 2020          |
| 20 – Praha 4            | Jiří Drahoš      | BEZPP                 | STAN              | KDU-ČSL+ODS+STAN+Piráti+TOP 09 | 2024          |
| 24 – Praha 9            | David Smoljak    | STAN                  | STAN              | STAN+Piráti+TOP 09             | 2020          |
| 26 – Praha 2            | Miroslav Bárta   | BEZPP                 | STAN              | TOP 09+STAN                    | 2024          |
| 33 – Děčín              | Zbyněk Linhart   | BEZPP                 | STAN              | STAN+SLK                       | 2020          |
| 34 – Liberec            | Michael Canov    | SLK                   | SLK               | SLK                            | 2022          |
| 35 – Jablonec nad Nisou | Lena Mlejnková   | SLK                   | SLK               | SLK                            | 2024          |
| 36 – Česká Lípa         | Jiří Vosecký     | SLK                   | SLK               | STAN+SLK                       | 2020          |
| 38 – Mladá Boleslav     | Ondřej Lochman   | STAN                  | STAN              | STAN+SLK                       | 2024          |
| 39 – Trutnov            | Jan Sobotka      | BEZPP                 | STAN              | STAN                           | 2020          |
| 42 – Kolín              | Pavel Kárník     | BEZPP                 | STAN              | STAN                           | 2020          |
| 53 – Třebíč             | Hana Žáková      | BEZPP                 | STAN              | STAN                           | 2024          |
| 57 – Vyškov             | Karel Zitterbart | BEZPP                 | STAN              | STAN                           | 2020          |
| 66 – Olomouc            | Marek Ošťádal    | STAN                  | STAN              | STAN                           | 2020          |
| 69 – Frýdek-Místek      | Helena Pešatová  | BEZPP                 | STAN              | STAN                           | 2020          |

## Historie
Klub otevřené demokracie vznikl v roce 2002 transformací senátorského klubu US-DEU. Hlásil se k podpoře otevřené demokracie, občanské společnosti a evropské integrace. Sdružoval především senátory z menších liberálních stran, jako je US-DEU, SNK ED a Strana zelených.

### 2008–2010
Ve volbách prezidenta České republiky v roce 2008 Klub podporoval Jana Švejnara.

#### Klub otevřené demokracie od roku 2008
Po senátních volbách v říjnu 2008, jež dopadly pro malé strany špatně, zůstali v Klubu otevřené demokracie jen čtyři senátoři. Ještě hůř dopadl klub Sdružení nezávislých kandidátů, kde zůstali senátoři jen tři. Dva z nich pak přestoupili do Klubu otevřené demokracie, třetí (Liana Janáčková) do klubu Občanské demokratické strany.
| Obvod                   | Osoba               | Volební strana | Politická příslušnost | Zvolen     |
| ----------------------- | ------------------- | -------------- | --------------------- | ---------- |
| 1 – Karlovy Vary        | Jan Horník          | SNK ED         | BEZPP                 | 2004       |
| 22 – Praha 10           | Jaromír Štětina     | SZ             | BEZPP                 | 2004       |
| 25 – Praha 6            | Karel Schwarzenberg | US-DEU, ODA    | BEZPP                 | 2004       |
| 35 – Jablonec nad Nisou | Soňa Paukrtová      | SOS            | BEZPP                 | 2000, 2006 |
| 73 – Frýdek-Místek      | Igor Petrov         | SNK-ED         | SNK-ED                | 2004       |
| 80 – Zlín               | Jana Juřenčáková    | STAN           | BEZPP                 | 2006       |

#### Přejmenování klubu
V červenci 2009 byl původní název Klub otevřené demokracie změněn na Klub TOP 09 a Starostové. Důvodem bylo vyjádření podpory nové politické straně TOP 09 před říjnovými parlamentními volbami v roce 2009 (ty se nakonec uskutečnily až v květnu 2010).
V říjnu 2009 vstoupili do klubu tři senátoři, kteří přešli z KDU-ČSL do TOP 09, čímž senátorský klub KDU-ČSL v tomto volebním období zanikl.
Členem klubu byl také až do parlamentních voleb 2010 Karel Schwarzenberg za TOP 09, kterému zvolením do dolní komory mandát senátora zanikl (dle Ústavy ČR, Hlava II., čl. 21 a 25).
| Obvod                   | Osoba             | Volební strana | Politická příslušnost | Zvolen     |
| ----------------------- | ----------------- | -------------- | --------------------- | ---------- |
| 1 – Karlovy Vary        | Jan Horník        | SNK ED         | BEZPP                 | 2004       |
| 22 – Praha 10           | Jaromír Štětina   | SZ             | BEZPP                 | 2004       |
| 35 – Jablonec nad Nisou | Soňa Paukrtová    | SOS            | BEZPP                 | 2000, 2006 |
| 46 – Ústí nad Orlicí    | Ludmila Müllerová | KDU-ČSL        | TOP 09                | 2004       |
| 52 – Jihlava            | Václav Jehlička   | KDU-ČSL        | TOP 09                | 2004       |
| 65 – Šumperk            | Adolf Jílek       | KDU-ČSL        | TOP 09                | 2000, 2006 |
| 73 – Frýdek-Místek      | Igor Petrov       | SNK-ED         | SNK-ED                | 2004       |
| 80 – Zlín               | Jana Juřenčáková  | STAN           | BEZPP                 | 2006       |

### 2010–2012
Klub TOP 09 a Starostové podle svých slov stavěl na principu nezadlužování budoucích generací anebo prosazování účinných opatření proti korupci. Klub vznikl 22. července 2009.
Předsedkyní klubu byla Soňa Paukrtová, místopředsedou Jaromír Štětina. Po senátních volbách v říjnu 2010 měl pětičlenný klub složení:
| Volební strana                  | Mandáty | Politická příslušnost | Osoba                       |
| ------------------------------- | ------- | --------------------- | --------------------------- |
| TOP 09 a „STAN“                 | 2       | bezpp.                | Jan Horník, Jaromír Štětina |
| KDU-ČSL                         | 1       | TOP09                 | Adolf Jílek                 |
| „STAN“                          | 1       | bezpp.                | Jana Juřenčáková            |
| Strana pro otevřenou společnost | 1       | bezpp.                | Soňa Paukrtová              |

### 2012–2014
Po senátních volbách v říjnu 2012 měl pětičlenný klub složení:
| Volební strana  | Mandáty | Politická příslušnost | Osoba                                      |
| --------------- | ------- | --------------------- | ------------------------------------------ |
| TOP 09 a „STAN“ | 3       | bezpp.                | Jan Horník, Jaromír Štětina, Luděk Jeništa |
| „STAN“ a HOPB   | 1       | HOPB                  | Jiří Šesták                                |
| Ostravak        | 1       | bezpp.                | Leopold Sulovský                           |

### 2014–2016
Po senátních volbách v říjnu 2014 měl šestičlenný klub složení:
| Volební strana | Mandáty | Politická příslušnost | Osoba                     |
| -------------- | ------- | --------------------- | ------------------------- |
| TOP 09 + STAN  | 2       | STAN, bezpp.          | Jan Horník, Luděk Jeništa |
| STAN           | 1       | bezpp.                | Zbyněk Linhart            |
| Ostravak       | 1       | bezpp.                | Leopold Sulovský          |
| STAN a HOPB    | 1       | HOPB                  | Jiří Šesták               |
| SLK            | 1       | SLK                   | Jiří Vosecký              |

### 2016–2018
Po senátních volbách v říjnu 2016 má senátní klub jedenáct členů, v doplňovacích volbách v lednu 2018 je zvolen ještě Jan Sobotka v obvodu Trutnov. Klub tak měl dvanáct členů v tomto složení:
| Volební strana | Mandáty | Politická příslušnost | Osoba                                                  |
| -------------- | ------- | --------------------- | ------------------------------------------------------ |
| TOP 09 + STAN  | 4       | STAN, bezpp.          | Jan Horník, Luděk Jeništa, Jiří Růžička, Tomáš Czernin |
| STAN           | 3       | STAN, bezpp.          | Zbyněk Linhart, Petr Holeček, Jan Sobotka              |
| SLK + STAN     | 1       | SLK                   | Michael Canov                                          |
| Ostravak       | 1       | bezpp.                | Leopold Sulovský                                       |
| STAN a HOPB    | 1       | HOPB                  | Jiří Šesták                                            |
| SLK            | 1       | SLK                   | Jiří Vosecký                                           |
| OPAT           | 1       | bezpp.                | Václav Chaloupek                                       |

### 2018-2020
Po řádných senátních volbách v říjnu 2018 se klub Starostů a nezávislých rozrostl na 18 členů. Nově byli za STAN zvoleni Mikuláš Bek, Jiří Drahoš, Miroslav Balatka, Hana Žáková a Zdeněk Hraba. Do klubu se navíc rozhodli vstoupit současná senátorka Alena Dernerová, senátor zvolený za koalici TOP 09, STAN a ODS Herbert Pavera a nově zvolený senátor Marek Hilšer. V doplňovacích volbách do Senátu ve volebním obvodu č. 24 - Praha 9 navíc zvítězil David Smoljak kandidující s podporou STAN. Klub Starostů a nezávislých se tak stal nejsilnějším klubem v horní komoře parlamentu. Po doplňovacích volbách v červnu 2020 se o tuto pozici dělí také se Senátorským klubem ODS, který má rovněž 19 členů.
Svůj mandát už neobhajoval Luděk Jeništa (kvůli změně volebního obvodu), Jiří Šesták prohrál ve 2. kole s Ladislavem Faktorem.
| Volební strana                 | Mandáty | Politická příslušnost | Osoba                                                                                                 |
| ------------------------------ | ------- | --------------------- | --- |
| STAN                           | 7       | STAN, bezpp.          | Zbyněk Linhart, Petr Holeček, Jan Sobotka, Miroslav Balatka, Hana Žáková, Zdeněk Hraba, David Smoljak |
| TOP 09 + STAN                  | 4       | STAN, TOP 09, bezpp.  | Jan Horník, Jiří Růžička, Tomáš Czernin, Herbert Pavera                                               |
| SLK + STAN                     | 1       | SLK                   | Michael Canov                                                                                         |
| Ostravak                       | 1       | bezpp.                | Leopold Sulovský                                                                                      |
| STAN, KDU-ČSL, Zelení a TOP 09 | 1       | bezpp.                | Jiří Drahoš                                                                                           |
| STAN, ODS, Zelení a TOP 09     | 1       | bezpp.                | Mikuláš Bek                                                                                           |
| SLK                            | 1       | SLK                   | Jiří Vosecký                                                                                          |
| OPAT                           | 1       | bezpp.                | Václav Chaloupek                                                                                      |
| SD-SN                          | 1       | bezpp.                | Alena Dernerová                                                                                       |
| MHS                            | 1       | bezpp.                | Marek Hilšer                                                                                          |